# Глухарёв, Виктор Яковлевич
Виктор Яковлевич Глухарёв (1922—1978) — советский военный лётчик, старший лейтенант. Герой Российской Федерации (1995).

## Биография
Заместитель командира 3 аэ 47 шап 11 шандкд ВВС БФ, старший лейтенант. Уроженец п. Плавск Тульской области.
Воинскую службу проходил в различных частях ВМФ с мая 1941 года по май 1946 года.
Участник боев за освобождение Новороссийска, Тамани и Таманского полуострова, Керчи, Феодосии, Севастополя, Выборга, Таллина, острова Эзель, штурма Кёнигсберга.
За период участия в боевых действиях с июня 1942 г. по май 1945 г. произвёл 149 успешных боевых вылетов на самолёте Ил-2 для нанесения ударов по плавсредствам, живой силе и технике противника. Прославленный мастер бомбо-штурмовых ударов, 42 раза летал в качестве ведущего. Водил на ответственные боевые задания группы от 6 до 24 самолётов Ил-2. Уничтожил 20 кораблей различного класса общим водоизмещением 23500 тонн. После увольнения из рядов Вооружённых Сил окончил курсы ГВФ и некоторое время летал. Проживал в Москве, в 1978 году трагически погиб под колёсами автомашины.
За отличное выполнение боевых заданий, смелость и мужество награждён 4 орденами «Красного Знамени»: в октябре 1943 г., апреле, июне и октябре 1944 г., медалью «За оборону Кавказа». Приказом ККБФ № 188 от 10.11.45 г. награждён орденом Отечественной войны I степени.
Указом Президента Российской Федерации  № 347 от 10 апреля 1995 года присвоено звание Героя Российской Федерации.